# Petr Ondrášek
Petr Ondrášek (* 15. ledna 1955) je bývalý český fotbalista, obránce.

## Fotbalová kariéra
Opavský odchovanec hrál v československé lize za Slavii Praha a Baník Ostrava, celkem nastoupil ve 142 prvoligových utkáních a dal 4 góly. V nižších soutěžích hrál za Ostroj Opava (1973–1974 a 1975–1981).

## Ligová bilance
| Ročník                                   | Zápasy | Góly | Klub          |
| ---------------------------------------- | ------ | ---- | ------------- |
| 1. československá fotbalová liga 1974/75 | 9      | 0    | Slavia Praha  |
| 1. československá fotbalová liga 1981/82 | 1      | 0    | Baník Ostrava |
| 1. československá fotbalová liga 1982/83 | 9      | 0    | Baník Ostrava |
| 1. československá fotbalová liga 1983/84 | 27     | 0    | Baník Ostrava |
| 1. československá fotbalová liga 1984/85 | 26     | 1    | Baník Ostrava |
| 1. československá fotbalová liga 1985/86 | 26     | 1    | Baník Ostrava |
| 1. československá fotbalová liga 1986/87 | 29     | 0    | Baník Ostrava |
| 1. československá fotbalová liga 1987/88 | 15     | 2    | Baník Ostrava |
| CELKEM                                   | 142    | 4    |               |